# Сельди
Сельди, или океанические сельди (лат. Clupea), — род лучепёрых рыб, обитающих в северной части Атлантического и Тихого океанов, а также в Северном Ледовитом океане.

## Описание
Тело сжатое с боков, с зазубренным краем брюха. Чешуя умеренная или крупная, редко мелкая. Верхняя челюсть не выдаётся за нижнюю. Рот умеренный. Зубы, если имеются, рудиментарные и выпадающие. Анальный плавник умеренной длины и имеет менее 80 лучей. Спинной плавник расположен над брюшными. Хвостовой плавник раздвоенный.
К роду относят 5 видов. Пищу их составляют различные мелкие животные, особенно мелкие ракообразные.
Все представители рода имеют важное промысловое значение, используются в пищу, а также для изготовления рыбной муки.
Особенно важны в экономическом отношении тихоокеанская сельдь (лат. Clupea pallasii) и атлантическая сельдь (Clupea harengus).

## Область распространения
Область распространения сельди занимает Атлантический океан (как у европейских, так и у североамериканских берегов), на север до южной Гренландии и Финнмарка, на юг до Бискайского залива; Балтийское море с его заливом (именно мелкая разновидность, называемая салакой), Финнмарк, Мурманский берег и Белое море (преимущественно у западного и южного берега); Тихий океан.
По-видимому, сельдь проводит часть жизни на больших глубинах. Океанический лов её в Европе начинается ежегодно около Шетландских островов, где начинается область относительного мелководья, и постепенно переходит далее и далее на юг. Икрометание продолжается весь год и происходит в разных местах в разное время. Нередко можно установить два отдельных главных периода для одного района; так, в Балтийском море икрометание происходит перед началом лета и после окончания лета, в океане — перед началом зимы и в конце зимы. Икрометание крупной сельди происходит на большей глубине (до 120—225 метров), мелкая мечет икру ближе к берегу, иногда на 2 метрах глубины и часто в менее солёных частях моря. Для нереста сельдь собирается колоссальными стаями, иногда настолько густыми, что давление со стороны нижних рыб выпирает верхних из воды. Вода становится мутной, и резкий запах разносится на значительное расстояние. Массы оплодотворённой икры опускаются на дно и прилипают к подводным предметам или слипаются в комья. Число икринок у самки приблизительно 20—40 тысяч. Диаметр икринок балтийской сельди обыкновенно от 0,92 до 1 мм, океанических сельдей от 1 до 1,3 мм. До выхода личинок из икры проходит около 2 недель, но при высокой температуре развитие сокращается до нескольких дней.
Пища сельди состоит главным образом из мелких ракообразных, особенно веслоногих (лат. Copepoda), но в желудках попадается и мелкая рыба. Исследования показывают, что приближение сельди к берегам, от которых целиком зависит успех берегового лова, непосредственно связано с распределением водных масс с высокой солёностью и температурой.

## Классификация
К роду относят виды:
- Clupea bentincki Norman, 1936
- Clupea harengus Linnaeus, 1758
- Clupea pallasii Valenciennes, 1847

## Способ добычи
Основные способы: пелагический трал, сеть, кольцевой невод. Главный лов сельди производится в настоящее время в Северном море, ведётся он с осени до весны. Этим ловом занимаются более 200 000 человек, а годовой улов сельди достигает нескольких миллиардов штук. В последние годы вновь разрешён квотируемый лов норвежской весенне-нерестящейся сельди. В основном промысел ведётся в центральной части Норвегии — в округах Мёре и Нурланн.
Голландцы солят пойманную сельдь сразу же на судах, в которые грузятся бочки с солью. Живая сельдь зябрится (то есть у неё вырывают ножом жабры); зябреную сельдь бросают в бочки с перекладкой солью; судно возвращается домой лишь после того, как весь запас бочек будет заполнен сельдью. Шотландцы доставляют весь залов сельди на берег обычно в день лова. Здесь рыба поступает в солильни, где и приготовляется такими же способами, как голландская. Существенная разница заключается в том, что сельдь зябрится не живая, и кровеносные сосуды не кровоточат, как при зябрении живых сельдей. В этом случае солёная сельдь отличается белизной и нежностью мяса. Посол сельди в Шотландии делается также сухой солью непосредственно в бочках и без охлаждения. В Норвегии лов производится чаще громадными неводами, которыми перегораживаются целые фьорды (морские заливы). Главными центрами сельдяного промысла и торговли в Голландии служат Влардинген и Масслёйс: из этих мест выходит сельдяной флот на лов рыбы, и сюда же выловленная сельдь свозится, и здесь происходит продажа товара; в Шотландии наиважнейшим портом является Фрэзербург, в котором имеются колоссальные солильни и склады шотландской сельди. В Норвегии сборным для сельди пунктом является Кристиансунн, но главным центром торговли сельдью является город Берген.
В России промышленные размеры имеет лов мелкой сельди в Белом море (продаётся в России под названием копчушки), лов салаки и кильки (лат. Cl. sprattus) в Финском, Ботническом, Калининградском и Куршском заливах Балтийского моря. Первая «сельдяная» экспедиция в Атлантику из Калининграда состоялась в 1948 году: в честь этого события, давшего начало калининградскому морскому рыболовному флоту, празднуется ежегодный «День селёдки».
Из кильки готовятся весьма распространённые жестяночные консервы (солёная с примесью пряностей килька) и кроме того много её готовится в копчёном виде.

## Сельдь в культуре
Также является объектом многих известных натюрмортов:
- Питер Клас, «Завтрак» (1646)
- Йозеф де Брей[en], «В похвалу селёдке» (1656)
- Машков И. И., «Натюрморт с рыбами» (1916)
- Петров-Водкин К. С., «Селёдка» (1918)[4]
- Рабин О. Я., «Натюрморт с рыбой и газетой „Правда“» (1968)

В первые годы революции в России сельдь появляется в натюрмортах Д. Штеренберга и К. Петрова-Водкина. И затем, на протяжении 1920-х годов, она стала часто появляться на картинах советских художников: Д. Штеренберг «Натюрморт с лампой и селёдкой» (1920), В. Малагис «Натюрморт с селёдкой» (1925), Э. Тэнисман «Рабочий, сидящий за столом» (1927).
В поэзии стоит отметить стихотворение Якоба Вестербана[nl] «Похвала селёдке».